# Triorbis annulata
Triorbis annulata är en fjärilsart som beskrevs av Swinhoe 1890. Triorbis annulata ingår i släktet Triorbis och familjen trågspinnare. Inga underarter finns listade i Catalogue of Life.